# Municipio de Hayes (condado de Mitchell)
El municipio de Hayes (en inglés, Hayes Township) es una subdivisión territorial del condado de Mitchell, Kansas, Estados Unidos. Según el censo de 2020, tiene una población de 30 habitantes.
Abarca una zona exclusivamente rural. Es una zona geográfica delimitada exclusivamente a los efectos del censo. No tiene autoridades designadas ni funciones asignadas.

## Geografía
Está ubicado en las coordenadas 39°20′9″N 98°19′7″O / 39.33583, -98.31861. Según la Oficina del Censo de los Estados Unidos, tiene una superficie total de 93.29 km², de la cual 93.26 km² corresponden a tierra firme y 0.03 km² es agua.

## Demografía
Según el censo de 2020, hay 30 personas residiendo en la zona. La densidad de población es de 0.32 hab./km². El 100 % de la población son blancos. No hay hispanos o latinos residiendo en la zona.